# Magnetostratigrafie

Voorbeeld van magnetostratigrafie

Magnetostratigrafie is het correleren en relatief dateren van gesteentelagen (stratigrafie) aan de hand van het magnetisme in die gesteentelagen. Magnetostratigrafie maakt gebruik van de omkeringen van het aardmagnetisch veld, die in de loop van de geologische geschiedenis plaatsvonden.
De omkeringen van het aardmagnetisch veld verdelen de geologische tijdschaal in perioden met een normale polariteit (waarin de magnetische zuidpool zich bij de geografische noordpool bevindt en andersom) en perioden met omgekeerde polariteit (waarin de magnetische noordpool zich bij de geografische noordpool bevindt). Deze perioden worden chrons genoemd en de opeenvolging van zulke perioden is willekeurig. Door de magnetische polariteit in een gesteentelaag te bestuderen kan men daarom iets zeggen over wanneer de laag gevormd werd.